# Gunhild av Danmark (tysk drottning)
Gunhild av Danmark, född 1020, död 1038, var en tysk drottning, gift 1036 med kung Henrik III av Tyskland. Hon kallades i Tyskland Kunigunde. 

## Biografi
Gunhild hade levat vid det tyska hovet som Henriks trolovade sedan 1025, då ett gränsfördrag slöts mellan Tyskland och England-Danmark. Vigseln skedde 1036, och hon antog då namnet Kunigunde. Kunigunde anklagades för otrohet men friades genom en tvekamp där hennes förkämpa vann segern. Hon ska dock ha fattat sådan avsmak över det hela att hon drog sig tillbaka till kloster. Henrik lyckades dock övertala henne att återvända och paret försonades.  
Hon åtföljde Henrik på hans fälttåg till södra Italien 1038, men avled i pesten vid hemkomsten till Tyskland.